# Svalutation (телепередача)
Svalutation (укр. Девальвація) — італійська телепередача у двох епізодах 1992 року, автором якої був співак і кіноактор Адріано Челентано.

## Історія
Передача транслювалася 12 і 19 грудня 1992 року на італійському телеканалі Rai 3. Ведучими передачі були Адріано Челентано і журналіст Бруно Гамбротта. Передача стала першим великоформатним телепроєктом Челентано за останні п'ять років після телешоу «Fantastico». Передача була музичного напрямку, на ній Челентано виконав 13 своїх славнозвісних пісень. Назвою передачі послужила відома однойменна пісня Челентано з альбому «Svalutation» 1976 року. Передача мала успіх, пік переглядів становив 8 мільйонів глядачів.
Гостями телепередачі стали: Паоло Россі, Клаудіо Бальоні, Джанні Моранді, Джованотті і Франческо Баччіні. Співак з Генуї, Баччіні, включив до свого альбому «Nomi e Cognomi» («Імена і прізвища») пісню з назвою «Адріано Челентано». В тексті пісні Баччіні критикував поведінку Челентано, яку вважав удаваною побожністю, пропонуючи йому обмежитися просто співом. Челентано запросив його у свою телепередачу в ім'я свободи висловлення думки. Протягом передачі Челентано вдалося досягти неможливого — він переконав гостей-артистів завершити останню серію в піжамі.

## Пісні
Перелік пісень, виконаних Адріано Челентано
1. Svalutation
2. Vivro' per lei
3. Soli
4. Mondo in MI 7A
5. Un albero di trenta piani
6. Preghero'
7. Il ragazzo della via Gluck (з Бальйоні і Моранді)
8. Il tuo bacio e come un rock
9. Viola
10. Prisencolinensinainciusol
11. Una carezza in un pugno con Jovanotti, Baglioni e Morandi
12. Ready teddy
13. Shake rattle an'roll